# آرزو (فیلم ۲۰۲۳)
آرزو یا کامه (به انگلیسی: Wish) یک فیلم پویانمایی موزیکال فانتزی آمریکایی محصول ۲۰۲۳ است که توسط استودیو انیمیشن والت دیزنی تولید و توسط والت دیزنی پیکچرز ساخته شده است. به عنوان شصت و دومین انیمیشن بلند تولید شده توسط استودیو، این فیلم توسط کریس باک و فاون ویراسانتورن (در اولین کارگردانی او) کارگردانی شده، و توسط پیتر دل وچو و خوان پابلو ریس تهیه‌کنندگی شده است. نویسندگان آن جنیفر لی و آلیسون مور هستند. سبک هنری فیلم پویانمایی رایانه‌ای را با سل انیمیشن کلاسیک دیزنی ترکیب می‌کند. در این فیلم آریانا دبوز، کریس پاین، آنجلیک کابرال و آلن تودیک به عنوان صداپیشه حضور دارند. داستان فیلم بر روی دختری ۱۷ ساله به نام آشا تمرکز دارد که در «پادشاهی روزاس» یک تاریکی را احساس می‌کند که هیچ‌کسی از آن باخبر نیست و در لحظه نیاز آرزویی به ستاره‌ها می‌کند.
توسعه فیلم در سال ۲۰۱۸ آغاز شد اما پروژه تا ژانویه ۲۰۲۲ تا زمانی که مشخص شد لی در حال نوشتن یک فیلم اصلی برای انیمیشن دیزنی است، به‌طور عمومی فاش نشده بود. در سپتامبر ۲۰۲۲، این پروژه به‌طور رسمی معرفی شد و عنوان آن در کنار صداپیشگان اصلی اعلام شد. باک و ویراسانتورن که با لی در یخ‌زده (۲۰۱۳) به عنوان کارگردان و هنرمند داستان همکاری کرده بودند، در همان ماه به عنوان کارگردانها تأیید شدند و مور بعداً برای نوشتن فیلمنامه به لی ملحق شد. این فیلم از صدمین سالگرد دیزنی الهام گرفته شده است که موضوع اصلی اکثر فیلم‌های دیزنی را به هم پیوند می‌دهد: «آرزوها به واقعیت تبدیل می‌شوند». جولیا مایکلز و بنجامین رایس برای نوشتن آهنگ‌های این فیلم استخدام شدند، در حالی که دیوید متزگر، ارکستراتور مکرر دیزنی، موسیقی متن را ساخته است.
آرزو برای اولین بار در تئاتر ال کاپیتان در هالیوود، لس آنجلس، در ۸ نوامبر ۲۰۲۳ به نمایش درآمد و در ۲۲ نوامبر در ایالات متحده اکران شد. این فیلم نقدهای متفاوتی دریافت کرد، که از اجراهای آوازی، پویانمایی و ارجاعات به کانون بزرگتر دیزنی تحسین شد، اما انتقاداتی نسبت به فیلمنامه و آهنگ‌های آن وارد شد که اشعار آن به ویژه موضوع تمسخر منتقدان و در سراسر رسانه‌های اجتماعی قرار گرفت. این فیلم با فروش ۲۵۴ میلیون دلار در سراسر جهان در مقابل بودجه تولید ۱۷۵ تا ۲۰۰ میلیون دلاری اکران ناموفقی را پشت سر گذاشت و به یک بمب گیشه تبدیل شد. این فیلم نامزد دریافت جوایزی از جمله جایزه گلدن گلوب بهترین فیلم پویانمایی شد که در نهایت به پسرک و مرغ ماهی‌خوار باخت.

## داستان
در پادشاهی روزاس، واقع در نزدیکی شبه‌جزیره ایبریا، یک دختر ۱۷ ساله به نام آشا، نوعی تاریکی را در مورد حاکم پادشاهی، پادشاه مگنیفیکو احساس می‌کند که هیچ‌کس دیگری آنرا احساس نمی‌کند. این در نهایت منجر به تلاش او برای درخواست پرشور از ستاره‌ها در لحظه نیاز می‌شود. به زودی یک ستاره واقعی از آسمان به نام «استار» به آرزوی آشا پاسخ می‌دهد. پس از سقوط ستاره از آسمان، مشخص می‌شود که ستاره دارای قدرت جادویی برای برآوردن آرزوها نیز هست. آشا و استار باید با هم بر شرارت‌هایی که در روزاس به وجود می‌آیند غلبه کنند و برای آینده‌ای بهتر بجنگند تا چیزی بهتر از آنچه در حال حاضر دارند داشته باشند و همه رؤیاها برای مردم روزاس محقق شوند.

## صداپیشه‌ها
- آریانا دبوز در نقش آشا، دختری ۱۷ ساله که به ستاره‌ای آرزو می‌کند تا پادشاهی خود را از تاریکی آینده نجات دهد.[۱۳][۱۱]
- کریس پاین در نقش پادشاه مگنیفیکو، شوهر ملکه آمایا و پادشاه روزاس. او تنها حافظ صدها آرزویی است که مردم از سراسر جهان به او سپرده‌اند.[۱۴]
- آلن تودیک در نقش والنتینو، بزی که آرزوی او برای برقراری ارتباط با به دست آوردن توانایی حرف زدن محقق می‌شود.[۱۳]
- آنجلیک کابرال در نقش ملکه آمایا، همسر پادشاه ماگنیفیکو و ملکه روزاس.[۱۵]
- ویکتور گاربر در نقش سابینو، پدربزرگ ۱۰۰ ساله آشا که منتظر برآورده شدن آرزوهایش است.[۱۶][۱۷][۱۸]
- ناتاشا راث‌ول در نقش ساکینا، مادر آشا.[۱۹]
- جنیفر کومیاما در نقش دالیا، بهترین دوست معلول آشا که نانوا و رهبر غیررسمی گروه است. او از شخصیت داک از فیلم سفیدبرفی و هفت کوتوله الهام گرفته شده است.[۲۰][۲۱][۲۲]
- ایوان پیترز در نقش سایمن، پسری قوی با قلب بزرگ. او از شخصیت اسلیپی از فیلم سفید برفی و هفت کوتوله الهام گرفته شده است.[۲۳][۲۴][۲۵]
- هاروی گی‌ین در نقش گابو، پسری بدبین اما با قلبی طلایی. او از گرامپی از سفید برفی و هفت کوتوله الهام گرفته شده است.[۲۶][۲۷]
- رامی یوسف در نقش صافی، پسری که مبتلا به آلرژی است. او از اسنیزی از سفید برفی و هفت کوتوله الهام گرفته شده است.[۲۷][۲۶]
- نیکو وارگاس در نقش هل، دختری شاد و خندان. او از هپی از سفید برفی و هفت کوتوله الهام گرفته شده است.[۲۸]
- دلا صبا در نقش بازیما، دختری که بسیار خجالتی است. او از بشفول از سفید برفی و هفت کوتوله الهام گرفته شده است.[۲۹]
- جان رودنیتسکی در نقش داریو، دوست آشا با گونه‌های گلگون. او از دوپی از فیلم سفید برفی و هفت کوتوله الهام گرفته شده است.[۳۰][۳۱]

روشل هیومز خواننده و مجری تلویزیونی در نسخه بریتانیایی فیلم در نقش روشل، یک روستایی که آرزو دارد ناخدای یک کشتی شود، ظاهر می‌شود.

## تولید

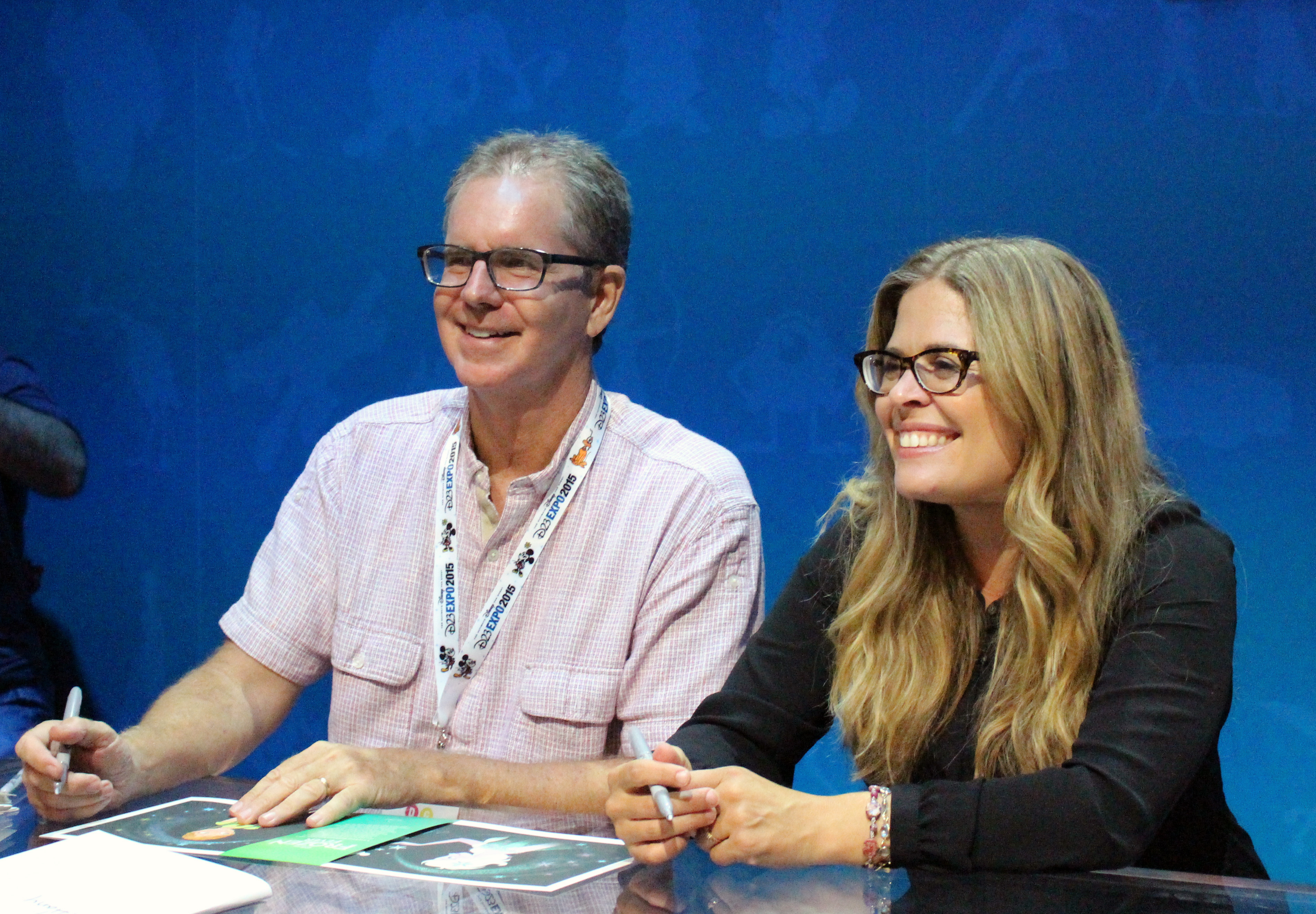
کارگردان کریس باک (چپ) و نویسنده جنیفر لی (راست)

### توسعه
توسعه آرزو در سال ۲۰۱۸ آغاز شد، اما تا زمانی که در ۲۱ ژانویه ۲۰۲۲ گزارش شد که جنیفر لی در حال نوشتن یک فیلم اصلی برای استودیو انیمیشن والت دیزنی است، به‌طور عمومی فاش نشده بود.
در ۹ سپتامبر ۲۰۲۲، در خلال ارائه نمایشگاه دی۲۳ دیزنی، این شرکت عنوان فیلم را اعلام کرد و همچنین تیم کارگردانی متشکل از کریس باک و فاون ویراسانتورن، همراه با پیتر دل وچو و خوان پابلو ریس به عنوان تهیه‌کننده را اعلام کرد. همچنین اعلام شد که این فیلم سبک هنری ظاهر سل انیمیشن سنتی دیزنی و پویانمایی رایانه‌ای را که این شرکت در دوره مدرن خود از آن استفاده می‌کند، با هم ترکیب می‌کند. ویراسانتورن گفت که «از افتخارآفرینی والت دیزنی با این ویژگی هیجان‌زده است. تیم هنر و فناوری ما گرد هم آمده‌اند تا دریابند که چگونه ظاهر تصویرسازی قرن بیستم را که الهام‌بخش والت [دیزنی] بود، با فناوری CG که اکنون داریم، ترکیب کنیم.»
سبک پویانمایی فیلم در ابتدا قرار بود کاملاً سنتی باشد، اما بعداً تصمیم گرفته شده که با انیمیشن کامپیوتری ترکیب شود، زیرا سبک دوبعدی به تنهایی محدودیت‌های زیادی از نظر حرکات دوربین و توصیف شخصیت دربردارد.

### انتخاب بازیگران
در ۹ سپتامبر ۲۰۲۲، در نمایش دی۲۳ دیزنی، آریانا دبوز و آلن تودیک به ترتیب برای ایفای نقش‌های اصلی به عنوان آشا و والنتینو معرفی شدند. در ۲۶ آوریل ۲۰۲۳، در سینماکان، اعلام شد که کریس پاین صداپیشگی پادشاه مگنیفیکو را بر عهده خواهد داشت. لی در مورد پاین گفت: «به عنوان قدرتمندترین فرد در پادشاهی، پادشاه مگنیفیکو باید توسط شخصی بازی شود که بتواند تمام جذابیت، زیرکی و کاریزما را به این شخصیت بزرگوار بدهد، و کریس به زیبایی همه اینها را به ارمغان می‌آورد.» در ۱۸ سپتامبر ۲۰۲۳، آنجلیک کابرال به عنوان صدای ملکه آمایا، همسر پادشاه ماگنیفیکو، اعلام شد. بقیه بازیگران با انتشار تریلر کامل اعلام شدند.

## موسیقی
جولیا مایکلز برای نوشتن آهنگ‌های اصلی برای آرزو در نمایشگاه دی۲۳ در سپتامبر ۲۰۲۲ اعلام شد. در آوریل ۲۰۲۳، دیو متزگر برای آهنگسازی فیلم تأیید شد، در حالی که بنجامین رایس برای نوشتن آهنگ‌ها به مایکلز پیوست. در سینماکان در ماه آوریل، دیزنی کلیپی از آشا در حال خواندن آهنگ «این آرزو» را نشان داد که خبرنگاران ددلاین هالیوود آن را «یک سرود بسیار زیبا و قدرتمند» توصیف کردند. در ۱۸ اکتبر ۲۰۲۳، مشخص شد که جی‌پی ساکس نیز به تیم ترانه‌سرایی ملحق شده است.
در برنامه صبح بخیر آمریکا در ۱۶ اکتبر ۲۰۲۳ (صدمین سالگرد رسمی استودیوی دیزنی)، اعلام شد که آهنگ‌های موسیقی متن فیلم هر چهارشنبه از ۱۸ اکتبر ۲۰۲۳ با «این آرزو» منتشر می‌شود. موسیقی متن در ۱۷ نوامبر ۲۰۲۳ توسط والت دیزنی رکوردز منتشر شد.
| آرزو (موسیقی متن اصلی فیلم) | آرزو (موسیقی متن اصلی فیلم)          | آرزو (موسیقی متن اصلی فیلم) | آرزو (موسیقی متن اصلی فیلم)      | آرزو (موسیقی متن اصلی فیلم) |
| شماره                       | نام                                  | نویسنده(ها)                 | اجراکننده(ها)                    | مدت                         |
| --------------------------- | ------------------------------------ | --------------------------- | -------------------------------- | --------------------------- |
| ۱.                          | «به روزاس خوش آمدید»                 | جولیا مایکلز بنجامین رایس   | آریانا دبوز بازیگران فیلم        | ۲:۲۸                        |
| ۲.                          | «به هر قیمتی»                        | مایکلز رایس                 | دبوز کریس پاین                   | ۳:۱۸                        |
| ۳.                          | «این آرزو»                           | مایکلز رایس جی‌پی ساکس       | دبوز                             | ۳:۲۵                        |
| ۴.                          | «من یک ستاره هستم»                   | مایکلز رایس                 | بازیگران فیلم                    | ۲:۵۴                        |
| ۵.                          | «این تشکر من است؟!»                  | مایکلز رایس                 | پاین                             | ۳:۱۴                        |
| ۶.                          | «دانستن آنچه اکنون می‌دانم»           | مایکلز رایس                 | دبوز آنجلیک کابرال بازیگران فیلم | ۳:۲۰                        |
| ۷.                          | «این آرزو (تکرار)»                   | مایکلز رایس ساکس            | آریانا دبوز بازیگران فیلم        | ۲:۴۵                        |
| ۸.                          | «آرزویی که ارزش ساختن دارد»          | مایکلز رایس                 | جولیا مایکلز                     | ۲:۵۳                        |
| ۹.                          | «این آرزو (بی‌کلام)»                  | مایکلز رایس ساکس            | مایکلز رایس                      | ۳:۲۵                        |
| ۱۰.                         | «من یک ستاره هستم (بی‌کلام)»          | مایکلز رایس                 | مایکلز رایس                      | ۲:۵۴                        |
| ۱۱.                         | «این تشکر من است؟! (بی‌کلام)»         | مایکلز رایس                 | مایکلز رایس                      | ۳:۱۴                        |
| ۱۲.                         | «آرزویی که ارزش ساختن دارد (بی‌کلام)» | مایکلز رایس                 | مایکلز رایس                      | ۲:۵۳                        |
| مجموع مدت:                  | مجموع مدت:                           | مجموع مدت:                  | مجموع مدت:                       | ۳۶:۰۰                       |

## انتشار
اولین نمایش جهانی آرزو را در تئاتر ال کاپیتان در هالیوود، لس آنجلس در ۸ نوامبر ۲۰۲۳ برگزار شد، چند ساعت پس از پایان اعتصاب ۲۰۲۳ سگ-افترا. با حضور کریس بک، فاون ویراسونتورن، جنیفر لی و مدیر عامل دیزنی باب ایگر و آشا، میکی ماوس مینی ماوس روی فرش آبی در محل بازیگران راه رفتند، در حالی که نمایش‌های زنده توسط کوادکوپتر در بالای تئاتر ارائه شد. این فیلم در ایالات متحده در تاریخ ۲۲ نوامبر در سینماها منتشر شد. در ۱۶ فوریه ۲۰۲۳، گزارش شد که به دلیل شکست تجاری فیلم‌های دنیای عجیب و لایت‌یر (هر دو از سال ۲۰۲۲)، دیزنی در نظر گرفته است که پنجره‌های تئاتری برای هر دو فیلم آرزو و المنتال را با امید به بازگشت خانواده‌ها به سینما، گسترش دهد.
در ژوئیه ۲۰۲۳، گزارش شد که دیزنی در حال بررسی به تعویق انداختن برخی از اکران‌های سال ۲۰۲۳ خود، از جمله آرزو، به دلیل اختلافات کارگری ۲۰۲۳ هالیوود است.

## بازخورد

### فروش گیشه
آرزو در ایالات متحده و کانادا ۶۴ میلیون دلار و در سایر مناطق ۱۹۰٫۲ میلیون دلار به دست آورده است که مجموعاً به ۲۵۴٫۲ میلیون دلار فروش در سراسر جهان رسید.
در ایالات متحده و کانادا، آرزو در کنار ناپلئون و سالتبرن اکران شد، و در ابتدا پیش‌بینی می‌شد که از ۳۹۰۰ سینما در طول پنج روز افتتاحیه آخر هفته روز شکرگزاری (آمریکا)، ۴۵ تا ۵۰ میلیون دلار بفروشد. این فیلم در روز اول اکران ۸٫۳ میلیون دلار از جمله ۲٫۳ میلیون دلار از پیش نمایش‌های سه شنبه شب به دست آورد. پس از روز شکرگزاری (۳٫۹ میلیون دلار) و جمعه سیاه (۸ میلیون دلار)، پیش‌بینی‌ها به ۳۲ تا ۳۳ میلیون دلار کاهش یافتند. این فیلم برای اولین بار به ۱۹٫۵ میلیون دلار (و مجموعاً ۳۱٫۷ میلیون دلار در طول پنج روز) رسید و پس از بازی‌های گرسنگی: تصنیف پرندگان آوازخوان و مارها و ناپلئون در رده سوم قرار گرفت. ورایتی این عملکرد ضعیف را به فقدان بازاریابی در رسانه‌های اجتماعی، و همچنین فقدان تبلیغات دهانی به عنوان دلایلی برای افتتاحیه کم نسبت داد، اما این احتمال را مطرح کرد که فیلم بتواند به روشی مشابه المنتال از پیکسار در اوایل سال بعد به نمایش درآید. علیرغم امید به اینکه در دومین آخر هفته اکران خوب برگزار شود، این فیلم با فروش ۷٫۴ میلیون دلاری ۶۲ درصد سقوط کرد و در رده پنجم قرار گرفت. هالیوود ریپورتر این عملکرد ضعیف را «بدترین افتتاحیه یک فیلم در جشن شکرگزاری در دوران مدرن»، و ورایتی آن را «یک عملکرد فاجعه‌بار» نامیدند.

### منتقدان
در وبگاه جمع‌آوری نقد راتن تومیتوز، ٪۴۸ از ۲۲۲ بررسی منتقدان مثبت است و میانگینِ امتیاز آن ۵٫۶/۱۰ است. اجماع این وبگاه چنین می‌نویسد: «آرزو با ارجاع صمیمانه به بسیاری از آثار کلاسیک استودیو، باعث می‌شود که تا حدودی در ریسمان‌های قلب قرار گیرد، اما نوستالژی جایگزینی برای جادوی داستان‌گویی واقعی نیست – هر چقدر هم که پویانمایی آن زیبا باشد.» این فیلم در متاکریتیک که از میانگین وزنی استفاده می‌کند، بر اساس نظر ۴۴ منتقدین امتیاز ۴۷ از ۱۰۰ را کسب کرده که نشان‌گر «نقدهای مختلط یا متوسط» است. تماشاگران نظرسنجی‌شده توسط سینماسکور به فیلم نمره متوسط «A−» را در مقیاس A+ تا F دادند، در حالی که تماشاگران نظرسنجی‌شده توسط پست‌ترک به آن نمره کلی ۷۱ درصد مثبت دادند.
دیمون وایز از ددلاین هالیوود در مورد این فیلم نوشت: «دیزنی همیشه این نوع فیلم‌ها را ساخته است، اما اکنون استودیو در مورد نحوه انجام آن در عصر مدرن کمی متحیر به نظر می‌رسد، که می‌تواند توضیحی باشد که چرا از فیلم‌هایی مثل شرک از دریم‌ورکس فراتر می‌رود — که با یک افتتاحیه مضحک کتاب افسانه‌ای شروع می‌شود — و جهت موسیقی خود را از بزرگ‌ترین شومن قرض گرفته است، یعنی تعداد زیادی ترانه‌های صدابلند شبیه یک اقتباس از بینوایان دارد. همانند آهنگ وحشتناک «این من هستم»، هر آهنگی در اینجا مانند یک واکنش بیش از حد به نظر می‌رسد، و گزاف‌گویی اشعار («hesitations» با «reservations» قافیه دارد) با سادگی پویانمایی و پالت سفیدبرفی آن همراه است.» او به این نتیجه رسید که «خوشبختانه، فیلم از حد استقبال خود نمی‌گذرد، اما به نظر می‌رسد که پایان رساندن ۱۰۰ سال با چند کنایه دور ریختنی دربارهٔ بامبی، مری پاپینز و پیتر پن (به‌علاوه نام کامل از شخصیت‌های جدیدتر در طول تیتراژ پایانی)، یک راه کاملاً ناامیدکننده برای سرمایه‌گذاری در چنین کاتالوگی با پشتیبانی قدرتمند است.»

### جوایز و نامزدی‌ها
| مراسم                | تاریخ          | دسته‌بندی                 | دریافت کننده(ها)                                    | نتیجه    | مرجع   |
| -------------------- | -------------- | ------------------------ | --------------------------------------------------- | -------- | ------ |
| جایزه موسیقی هالیوود | ۱۵ نوامبر ۲۰۲۳ | آهنگ اصلی – فیلم انیمیشن | «این آرزو» – جولیا مایکلز، بنجامین رایس و جی‌پی ساکس | نامزدشده | [ ۶۲ ] |